# Araliaceae
Famille
Classification APG III (2009)
Synonymes
- Botryodendraceae J.Agardh
- Hydrocotylaceae (Drude) Hyl.

Les Araliaceae (ou les Araliacées) forment une famille de plantes à fleurs dicotylédones de l'ordre des Apiales. Elle comprend quelque 57 genres et 1400 espèces. Ce sont des arbres, des buissons, des lianes, plus rarement des plantes herbacées, en majorité des régions subtropicales, à feuilles alternes ou composées et fleurs actinomorphes et pentamères (formule florale : 5 S + 5 P + 5 E + 5 C).
Hors des régions tropicales, les Araliaceae sont peu nombreuses. Le lierre grimpant (Hedera helix), est le seul représentant de la famille indigène d'Europe. En Asie septentrionale et en Amérique du Nord, on trouve plusieurs espèces dont certaines ont acquis l'état herbacé. Les plantes de cette famille, en dehors du ginseng, genre Panax, sont surtout utilisées comme plantes ornementales d'intérieur ou en aménagement paysager (Schefflera, Fatsia japonica, Eleutherococcus, Aralia).
Les Araliaceae et Apiaceae sont un exemple des difficultés que les systématiciens rencontrent pour expliciter les relations évolutives entre deux familles botaniques proches.

## Étymologie
Aralia, en français aralie, est le nom canadien sous lequel la première espèce de ces arbustes (Aralia nudicaulis) fut envoyée en 1764 de Québec à Guy-Crescent Fagon, directeur du Jardin du roi. Le naturaliste König écarte l’hypothèse d’une origine canadienne, l'origine de ce terme restant inconnu.

## Description

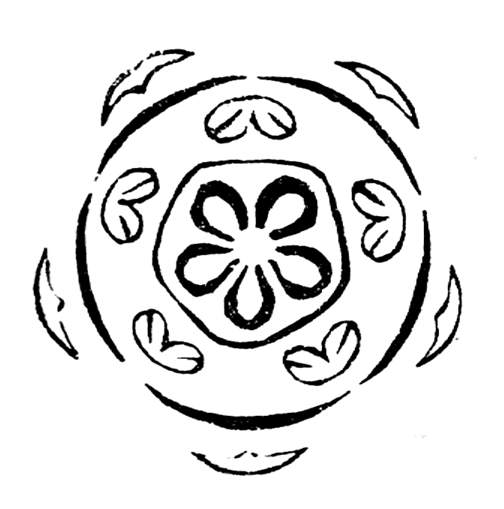
Diagramme floral du lierre grimpant.

### Appareil végétatif
L'appareil végétatif est souvent parcouru de canaux sécréteurs de gommes-résines ou d'huiles essentielles, certaines d'entre elles étant très aromatiques. Les feuilles, souvent très grandes et alternes, sont groupées à l'extrémité des rameaux. Elles sont simples ou différemment composées (pennées, bipennées, tripennées ou digitées). Leur long pétiole est entouré de stipules ou de gaines stipulaires. On observe une biominéralisation vacuolaire dans les feuilles de certaines espèces comme le lierre. Alors que les Araliacées sont des arbres, buissons et lianes d'origine subtropicale, plusieurs espèces grimpantes d'Hedera, lors du Cénozoïque, adoptent une stratégie de grimpe par des racines aériennes adventives transformées en crampons qui permettent de s'agripper sur des gros troncs aux écorces rudes en forêts de régions tempérées, caractérisées par un sol relativement plus frais. Au contact du support, les milliers de radicelles (de 1 à 15 mm de long) serrées le long des tiges s’y calent et épaississent.

### Appareil reproducteur
Les inflorescences sont terminales ou pseudo-latérales, et sont généralement ombelliformes, de type simple ou composé, ou des ombelles racèmiformes ou paniculifomes. Les petites fleurs sont actinomorphes, souvent verdâtres ou blanchâtres. Elles sont bisexuées ou unisexuées, la plante étant dans ce cas dioïque ou polygame. Le pédicelle est souvent articulé juste en dessous de l'ovaire. Dialysépales (calice souvent réduit à de petites dents, adné à l’ovaire, ou absent) et dialypétales (généralement 5, parfois 3 à 20 pétales), elles sont composées d'un androcée avec des étamines alternipétales à anthères dorsifixes, introrses et à déhiscence longitudinale. Elles sont isostémones et épigynes. La pollinisation est entomophile. L’ovaire, formé de 2 à 10 carpelles soudés, est généralement infère et pluriloculaire. Il est couronné d'un stylopode lui-même surmonté par 5 ou 10 styles, parfois absents, libres ou soudés, avec des stigmates terminaux, décurrents ou sessiles et radiés. La placentation est axile, avec un ovule par loge, pendant, anatrope, et unitégumenté.
Formule florale : {\displaystyle \star K_{5}\;C_{5}\;A_{5}\;G_{\overline {(5-100)}}}
Le fruit est une drupe (ou une « pseudo-drupe » avec autant de noyaux — pyrènes — que de carpelles) ou une baie, rarement schizocarpe. Les graines ont un endosperme lisse ou ruminé et possèdent un petit embryon entouré par un albumen abondant huileux.

## Liste des genres
Selon INPN (30 janvier 2021) :
- Aralioideae Eaton, 1836
  - Aralia L., 1753
  - Botryomeryta R.Vig., 1925
  - Brassaia Endl., 1839
  - Cheirodendron Nutt. ex Seem., 1867
  - Cussonia Thunb. ex Thunb., 1780
  - Dendropanax Decne. & Planch., 1854
  - Didymopanax Decne.& Planch., 1854
  - Enochoria Baker f., 1921
  - Fatsia Decne.& Planch., 1854
  - Hedera L., 1753
  - Heptapleurum Gaertn., 1791
  - Meryta J.R.Forst. & G.Forst., 1775
  - Oreopanax Decne. & Planch., 1854
  - Plerandra A.Gray, 1854
  - Polyscias J.R.Forst. & G.Forst., 1775
  - Schefflera J.R.Forst. & G.Forst., 1775
  - Sciodaphyllum P.Browne, 1756
  - Tetrapanax (K.Koch) K.Koch, 1859
  - Trevesia Vis., 1840
  - x Fatshedera
- Hydrocotyloideae Thorne ex P.Royen, 1983
  - Hydrocotyle L., 1753
  - Trachymene Rudge, 1811

Selon World Flora Online (WFO) (30 janvier 2021) :
- Acanthopanax (Decne. & Planch.) Miq.
- Aralia L.
- Astrotricha DC.
- Boerlagiodendron Harms
- Brassaiopsis Decne. & Planch.
- Cephalaralia Harms
- Cheirodendron Nutt. ex Seem.
- Chengiopanax C.B. Shang & J.Y. Huang
- Cussonia Thunb. ex Thunb.
- Dendropanax Decne. & Planch.
- Eleutherococcus Maxim.
- Fatsia Decne. & Planch.
- Gamblea C.B. Clarke
- Harmsiopanax Warb.
- Hedera L.
- Heteropanax Seem.
- Hydrocotyle L.
- Kalopanax Miq.
- Macropanax Miq.
- Merrilliopanax H.L. Li
- Meryta J.R. Forst. & G. Forst.
- Metapanax J. Wen & Frodin
- Motherwellia F. Muell.
- Oplopanax (Torr. & A. Gray) Miq.
- Oreopanax Decne. & Planch.
- Osmoxylon Miq.
- Panax L.
- Pentapanax Seem.
- Plerandra A. Gray
- Polyscias J.R. Forst. & G. Forst.
- Pseudopanax C. Koch
- Raukaua Seem.
- Schefflera J.R. Forst. & G. Forst.
- Seemannaralia R. Vig.
- Sinopanax H.L. Li
- Stilbocarpa (Hook. f.) Decne. & Planch.
- Tetrapanax (K. Koch) K. Koch
- Trachymene Rudge
- Trevesia Vis.
- Woodburnia Prain

Selon GBIF (30 janvier 2021) :
- Acanthopanax Miq.
- Agalina
- Anakasia Philipson
- Apiopetalum
- Aralia L.
- Araliacites G.Saporta, 1865
- Araliaecarpum P.Menzel, 1914
- Araliaephyllum Fontaine, 1889
- Aralianthea A.Massalongo, 1858
- Aralinium P.Platen, 1908
- Araliophyllum Ettingshausen, 1868
- Araliopsis Saporta & Marion, 1878
- Araliopsoides E.W.Berry, 1916
- Asterotricha Kuntze, 1903
- Astropanax Seem.
- Astrotricha DC.
- Astrotriche Benth., 1837
- Astrotrichia Rchb., 1837
- Aureliana Lafit. ex Catesby
- Bourlageodendron K.Schum., 1900
- Brassaiopsis Decne. & Planch.
- Cephalaralia Harms
- Cheirodendron Nutt. ex Seem.
- Chengiopanax C.B.Shang & J.Y.Huang
- Chondilophyllum Pancher ex Guillaumin, 1911
- Chondylophyllum Pancher ex R.Vig., 1925
- Cissodendron F.Muell., 1882
- Cissodendrum T.Post & Kuntze, 1903
- Crepinella Marchal
- Cussonia Thunb.
- Cussoniphyllum Velenovský, 1889
- Dendropanax Decne. & Planch.
- Didiscus DC. ex Hook.
- Didymopanax Decne. & Planch.
- Dimorphanthes Meisn., 1843
- Echinopanax Decne. & Planch.
- Eleutherococcus Maxim.
- Fatshedera Guillaumin
- Fatsia Decne. & Planch.
- Gamblea C.B.Clarke
- Ginsa Steud., 1841
- Gussonia D.Dietr.
- Harmsiopanax Warb.
- Hedera L.
- Heptapleurum Gaertn.
- Heteropanax Seem.
- Hydrocotyle Hydrocotyle
- Kalopanax Miq.
- Mackinlaya
- Macropanax Miq.
- Megalopanax Ekman ex Harms, 1924
- Merrilliopanax H.L.Li
- Meryta J.R.Forst. & G.Forst.
- Metapanax J.Wen & Frodin
- Mormoraphis Jack ex Wall.
- Motherwellia F.Muell.
- Neocussonia Hutch.
- Neopanax Allan
- Nyssidium Heer, 1870
- Oplopanax (Torr. & A.Gray) Miq.
- Oreopanax Decne. & Planch.
- Osmoxylon Miq.
- Palaeokalopanax L.I.Fotjanova, 1984
- Paleopanax S.R.Manchester, 1994
- Panacites H.Deane, 1902
- Panax L.
- Parafatsia D.T.Blackburn, 1981
- Plerandra A.Gray
- Plerandreoxylon E.A.Wheeler & S.R.Manchester, 2002
- Polyscias J.R.Forst. & G.Forst.
- Pseudopanax C.Koch, 1859
- Pseudopanax K.Koch
- Pseudosantalum Rumph.
- Raukana B.C.Seemann, 1866
- Raukaua Seem.
- Schefflera J.R.Forst. & G.Forst.
- Scheffleraephyllum G.G.Philippova, 1988
- Sciadiphyllum Hassk.
- Sciodaphyllum P.Browne
- Seemannaralia R.Vig.
- Sinopanax H.L.Li
- Stilbocarpa (Hook.f.) A.Gray, 1854
- Tetrapanax (K.Koch) K.Koch
- Trevesia Vis.
- Woodburnia Prain

Selon Catalogue of Life (7 mai 2017) :
- Anakasia
- Apiopetalum
- Aralia
- Astrotricha
- Brassaiopsis
- Cephalaralia
- Cheirodendron
- Chengiopanax
- Cussonia
- Delarbrea
- Dendropanax
- Eleutherococcus
- Fatsia
- Gamblea
- Harmsiopanax
- Hedera
- Heteropanax
- Kalopanax
- Mackinlaya
- Macropanax
- Merrilliopanax
- Meryta
- Metapanax
- Motherwellia
- Myodocarpus
- Neopanax
- Oplopanax
- Oreopanax
- Osmoxylon
- Panax
- Polyscias
- Pseudopanax
- Raukaua
- Schefflera
- Seemannaralia
- Sinopanax
- Stilbocarpa
- Tetrapanax
- Trevesia
- Woodburnia

Selon World Checklist of Selected Plant Families (WCSP) (14 avr. 2010) :
- Anakasia Philipson (1973)
- Apiopetalum Baill. (1878)
- Aralia L. (1753)
- Arthrophyllum Blume (1826)
- Astrotricha DC. (1829)
- Brassaiopsis Decne. & Planch. (1854)
- Cephalaralia Harms (1896)
- Cheirodendron Nutt. ex Seem. (1867)
- Chengiopanax C.B.Shang & J.Y.Huang, Bull. Bot. Res. (1993)
- Cuphocarpus Decne. & Planch. (1854)
- Cussonia Thunb. (1780)
- Delarbrea Vieill. (1865)
- Dendropanax Decne. & Planch. (1854)
- Eleutherococcus Maxim. (1859)
- Fatsia Decne. & Planch. (1854)
- Gamblea C.B.Clarke (1879)
- Gastonia Comm. ex Lam. (1788)
- Harmsiopanax Warb. (1897)
- Hedera L. (1753)
- Heteropanax Seem. (1866)
- Kalopanax Miq. (1863)
- Mackinlaya F.Muell. (1864)
- Macropanax Miq. (1856)
- Merrilliopanax H.L.Li (1942)
- Meryta J.R.Forst. & G.Forst. (1775)
- Metapanax J.Wen & Frodin (2001)
- Motherwellia F.Muell. (1870)
- Munroidendron Sherff (1952)
- Myodocarpus Brongn. & Gris (1861)
- Neopanax Allan (1961)
- Oplopanax (Torr. & A.Gray) Miq. (1863)
- Oreopanax Decne. & Planch. (1854)
- Osmoxylon Miq. (1863)
- Panax L. (1753)
- Polyscias J.R.Forst. & G.Forst. (1775)
- Pseudopanax K.Koch (1859)
- Raukaua Seem. (1866)
- Reynoldsia A.Gray, U.S. Expl. Exped. (1854)
- Schefflera J.R.Forst. & G.Forst. (1775)
- Seemannaralia R.Vig., Ann. Sci. Nat. (1906)
- Sinopanax H.L.Li (1949)
- Stilbocarpa (Hook.f.) Decne. & Planch. (1854)
- Tetrapanax (K.Koch) K.Koch (1859)
- Tetraplasandra A.Gray, U.S. Expl. Exped. (1854)
- Trevesia Vis. (1840)
- Woodburnia Prain, J. Asiat. Soc. Bengal, Pt. 2 (1904)

Selon Angiosperm Phylogeny Website (14 avr. 2010) :
- Anakasia
- Aralia
- Arthrophyllum
- Astrotricha
- Brassaiopsis
- Cephalaralia
- Cheirodendron
- Cuphocarpus
- Cussonia
- Dendropanax
- Eleutherococcus
- Fatshedera
- Fatsia
- Gamblea
- Gastonia
- Harmsiopanax
- Hedera
- Heteropanax
- Homalosciadium Domin
- Hunaniopanax
- Hydrocotyle
- Kalopanax
- Macropanax
- Megalopanax
- Merrilliopanax
- Meryta
- Motherwellia
- Munroidendron
- Neosciadium Domin
- Oplopanax
- Oreopanax
- Osmoxylon
- Panax
- Pentapanax
- Polyscias
- Pseudopanax
- Reynoldsia
- Schefflera
- Sciadodendron
- Seemannaralia
- Sinopanax
- Stilbocarpa
- Tetrapanax
- Tetraplasandra
- Trachymene
- Trevesia
- Woodburnia

Selon NCBI (14 avr. 2010) :
- Aralia
- Arthrophyllum
- Astrotricha
- Brassaia
- Brassaiopsis
- Cephalaralia
- Cheirodendron
- Chengiopanax
- Cuphocarpus
- Cussonia
- Dendropanax
- Diplopanax
- Dizygotheca
- Eleutherococcus
- Euaraliopsis
- Evodiopanax
- Fatsia
- Gamblea
- Gastonia
- Harmsiopanax
- Hedera
- Heteropanax
- Hydrocotyle
- Kalopanax
- Macropanax
- Merrilliopanax
- Meryta
- Metapanax
- Motherwellia
- Munroidendron
- Neosciadium
- Oplopanax
- Oreopanax
- Osmoxylon
- Panax
- Pentapanax
- Plerandra
- Polyscias
- Pseudopanax
- Raukaua
- Reynoldsia
- Schefflera
- Sciadodendron
- Seemannaralia
- Sinopanax
- Tetrapanax
- Tetraplasandra
- Tieghemopanax
- Trachymene
- Trevesia
- Tupidanthus
- Uldinia

Selon DELTA Angio (7 mai 2017) :
- Anakasia
- Apiopetalum
- Aralia
- Arthrophyllum
- Astrotricha
- Boninofatsia
- Brassaiopsis
- Cephalaralia
- Cheirodendron
- Cromapanax
- Cuphocarpus
- Cussonia
- Delarbrea
- Dendropanax
- Diplopanax
- Eleutherococcus
- Fatsia
- Gamblea
- Gastonia
- Harmsiopanax
- Hedera
- Heteropanax
- Hunaniopanax
- Kalopanax
- Mackinlaya
- Macropanax
- Megalopanax
- Merrilliopanax
- Meryta
- Motherwellia
- Munroiodendron
- Myodocarpus
- Oplopanax
- Oreopanax
- Osmoxylon
- Panax
- Pentapanax
- Polyscias
- Pseudopanax
- Pseudosciadium
- Raukaua
- Reynoldsia
- Schefflera
- Sciadodendrom
- Seemannaralia
- Sinopanax
- Stilbocarpa
- Tetrapanax
- Tetraplasandra
- Trevesia
- Woodburnia

Selon ITIS (7 mai 2017) :
- Aralia L.
- Cheirodendron Nutt. ex Seem.
- Dendropanax Decne. & Planch.
- Eleutherococcus Maxim.
- Fatsia Decne. & Planch.
- Hedera L.
- Hydrocotyle L.
- Kalopanax Miq.
- Meryta J.R. Forst. & G. Forst.
- Neopanax Allan
- Oplopanax (Torr. & A. Gray) Miq.
- Oreopanax Decne. & Planch.
- Osmoxylon Miq.
- Panax L.
- Polyscias J.R. Forst. & G. Forst.
- Pseudopanax K. Koch
- Schefflera J.R. Forst. & G. Forst.
- Tetrapanax (K. Koch) K. Koch